# セメントターミナル
セメントターミナル株式会社は、セメント輸送用貨車と全国5箇所のセメント貯蔵施設を所有し、工場から貯蔵施設までセメントを輸送している日本の株式会社である。日本国有鉄道（国鉄）が推進していた物資別適合輸送の一環として、国鉄とセメントメーカーの出資によって設立された。

## 設立の経緯
1965年に始まった国鉄の第3次長期計画の柱の一つが貨物輸送の近代化であった。この計画に基づいて、大量かつ計画的に出荷される物資の物資別適合輸送が推進された。
そのセメントへの適用として、1965年8月、東京セメント運輸株式会社の手によって隅田川駅に到着基地が開かれた。これは、セメントメーカー各社が独自の基地を持つ無駄を改めるため、各社が共同利用する施設であった。
東京セメント運輸はセメントメーカーのみの出資で設立された会社であった。当時の日本国有鉄道法では、この種の会社に国鉄が出資することは認められていなかった。しかし、1966年6月に日本国有鉄道法施行令が改正され、石油、セメントなどの積卸施設や荷さばき施設への出資が認められることとなったため、国鉄とセメントメーカー各社の折半出資によってセメントターミナル株式会社が設立された。

## 私有貨車

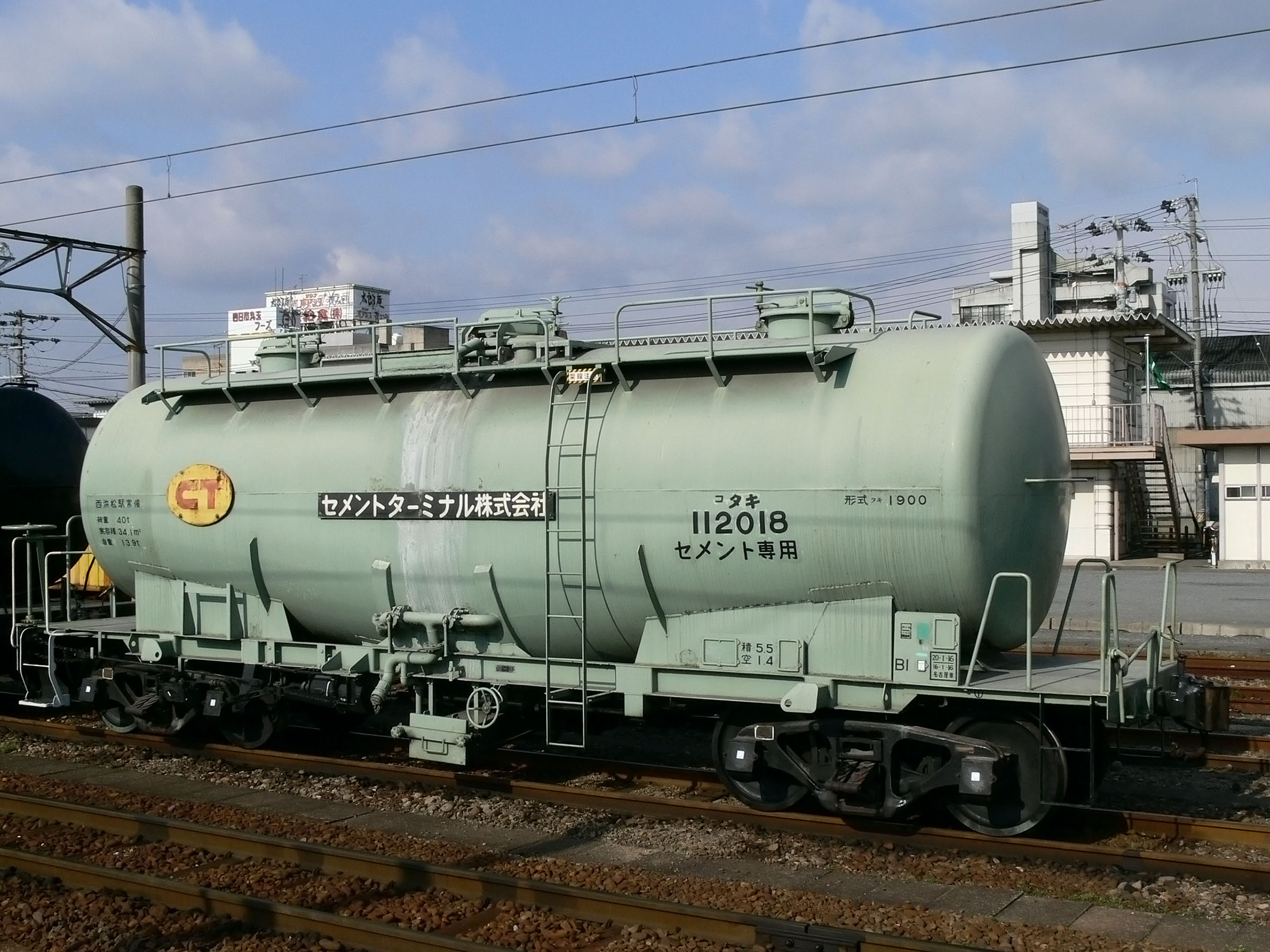
セメントターミナル所有のタキ1900

かつては、ばら荷のセメント専用の私有貨車として、淡緑3号色車体タキ1900形タンク車を所有していた。

## 営業所

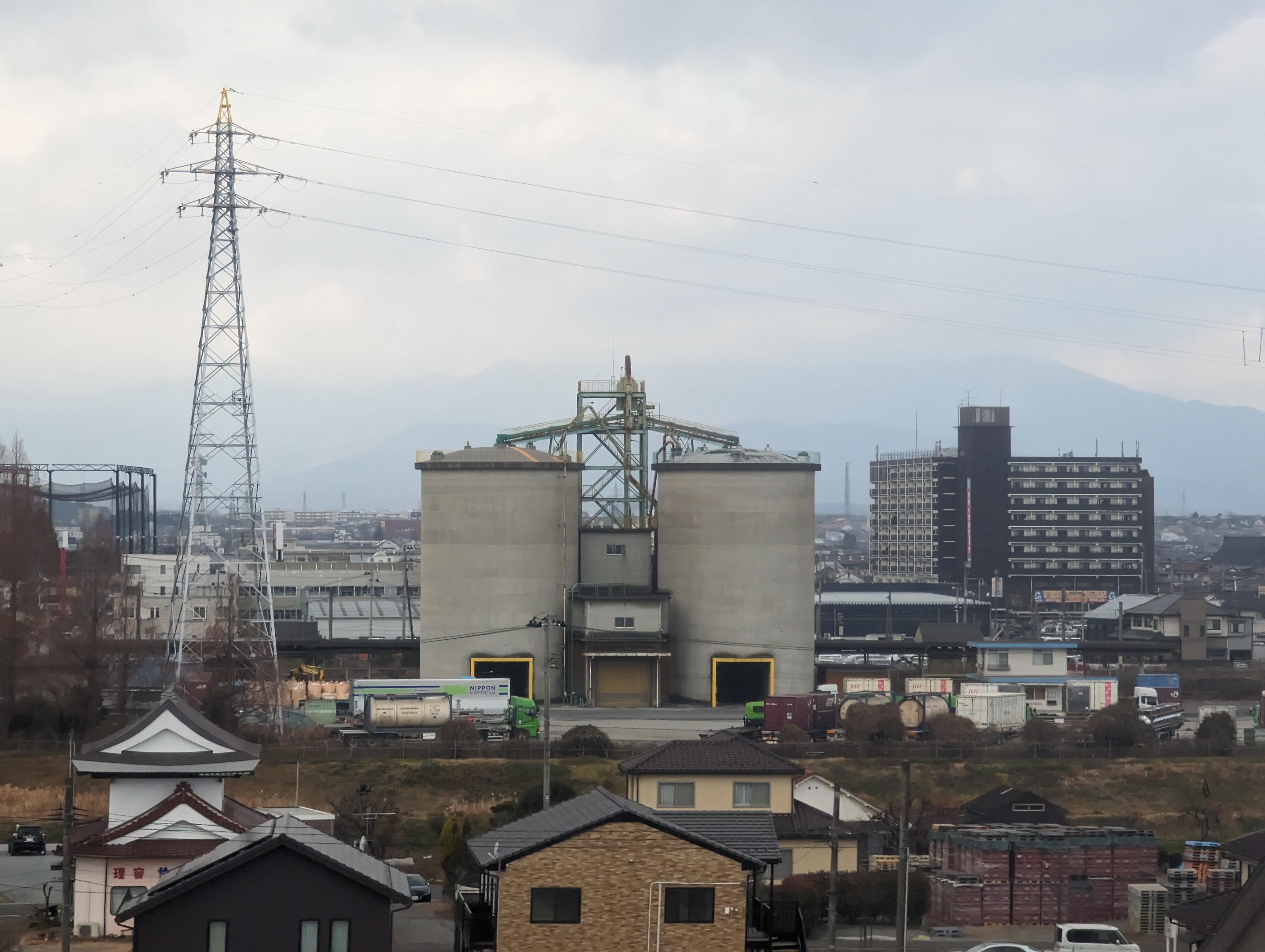
郡山営業所貯蔵タンク（東北新幹線から）

セメント貯蔵施設を備えた営業所は全国に5箇所ある。すべての営業所がJRの駅に隣接している。かつて営業所にはタキ1900形などでセメントを入荷していたが、現在では、タンク車による入荷はおこなわれていない。
会津営業所
1974年11月1日開業。福島県喜多方市、塩川駅に隣接。太平洋セメント、デンカが利用。貨車によるセメントの入荷は2007年3月に廃止された。
五日町営業所
1974年5月20日開業。新潟県南魚沼市、五日町駅に隣接。太平洋セメント、デンカが利用。貨車によるセメントの入荷は2006年3月限り廃止された。
郡山営業所
1977年3月1日開業。福島県郡山市、郡山貨物ターミナル駅に隣接。太平洋セメント、宇部三菱セメントが利用。貨車によるセメントの入荷は2003年3月に廃止された。
高崎営業所
1976年4月1日開業。群馬県高崎市、倉賀野駅に隣接。太平洋セメント、住友大阪セメント、デンカが利用。貨車によるセメントの入荷は1999年9月に廃止された。
浜松営業所
1973年10月1日開業。静岡県浜松市、西浜松駅に隣接。住友大阪セメント、太平洋セメントが利用。貨車によるセメントの入荷は2007年3月に廃止された。